# フランクフルト講和条約
フランクフルト講和条約（フランクフルトこうわじょうやく、フランス語: Le traité de Francfort、ドイツ語: Friede von Frankfurt）は、普仏戦争における講和条約。
1871年、フランスがドイツ帝国に降伏した際に取り結ばれた。普仏戦争は1871年5月10日、フランクフルト講和条約によって終結した。
普仏戦争の開始時点ではフランス帝国とプロイセン王国を中心とするドイツ諸国の戦争であった。しかし、フランスが降伏した時点でドイツ統一政府が成立していたため、ドイツとフランスの講和条約という解釈が一般的である。

## 内容
- 条約文:
  - ドイツ皇帝の承認

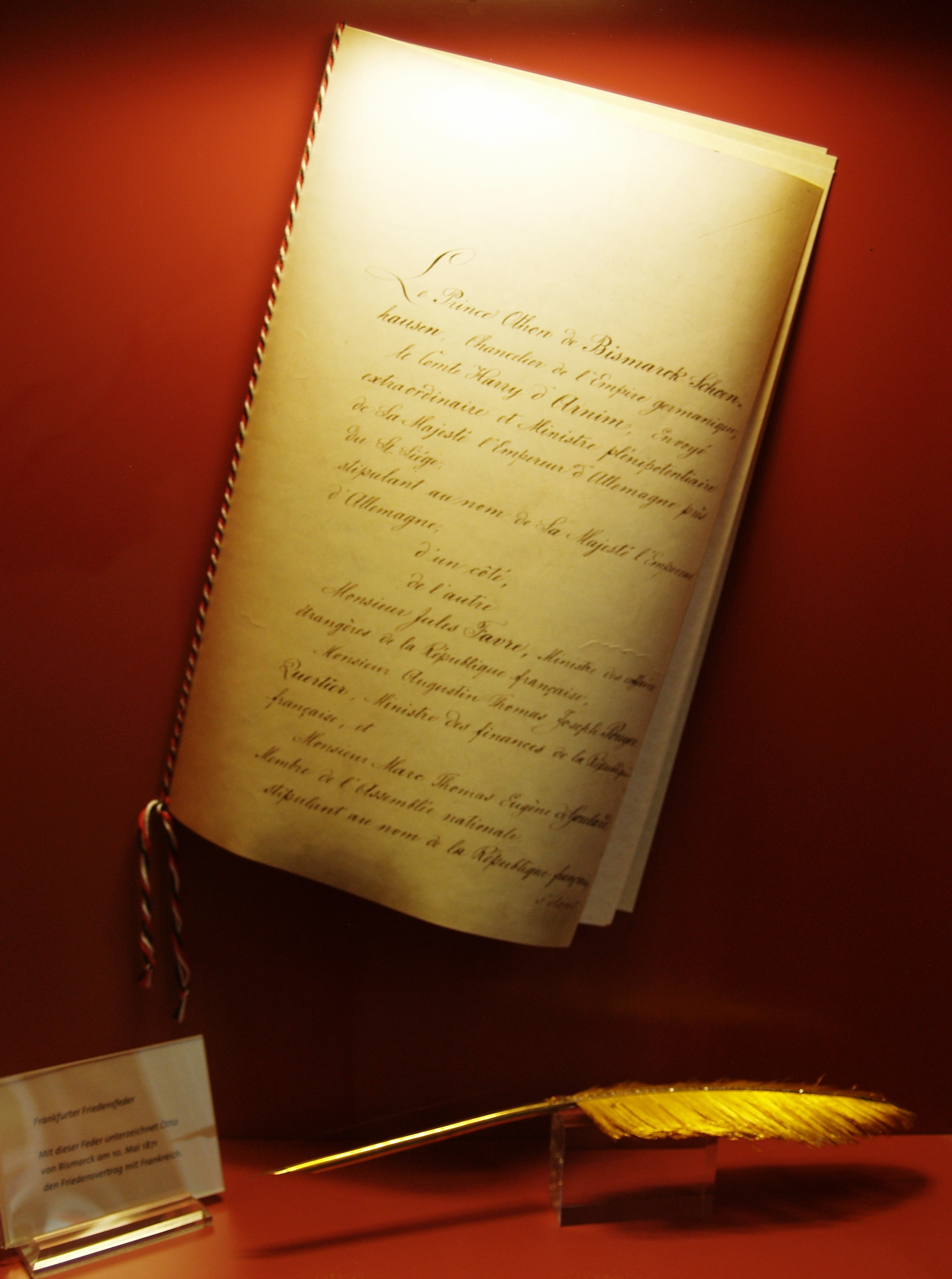
フランクフルト講和条約

  - 統一ドイツとフランスの領土線の確定（＝アルザスの併合）
  - アルザス地方からのフランス系住民の追放
  - 賠償金50億フランの支払い（3年間の期限付き）
  - 賠償金が支払われなかった場合、国境地帯の重要施設をさらに併合する
  - 特定地域からのドイツ軍撤退

- 条約は以下のことを明確にした:
  - アルザス＝ロレーヌ周辺の水路がドイツ政府の監督下に収まった
  - 独仏貿易の開始
  - 50万名近いフランス兵捕虜の返還

## 国境問題への影響

### 軍事面
ドイツ軍はアルザス防衛のためにヴォージュ山脈とメス地方の間に防衛線を構築した。ドイツ軍は今後フランスと戦う時があれば、この防衛戦を非常に重要であると見なしていた。

### 政治面
ドイツがアルザス＝ロレーヌを領有できなかった場合、バーデン大公国やバイエルン王国などの南ドイツ諸邦がフランス（フランス領アルザス＝ロレーヌ）と接することになる。バーデン・バイエルン両邦は当然、国境となってフランスの復讐を一身に受けることを歓迎しなかった。
また国境防衛のため、南部諸邦の領内へプロイセン王国主導の新生ドイツ帝国軍が駐留することが予想された。ドイツ統一後もドイツ諸邦は自治権を維持していたが、ドイツ帝国軍が駐留すると保っていた自治を脅かされる可能性があり、南部諸邦の反発が予想された。アルザス＝ロレーヌの併合によってこうした事態はなくなり、統一ドイツの国内問題が軽減された。

### 民族面
領土の分割は完全にではないものの、概ねロマンス諸語とゲルマン語派の境界線に沿って決定された。アルザス語が（少なくともフランス語よりは）ドイツ語と近い関係にあったため、ベルリンのドイツ政府はアルザス併合を「ドイツ民族」の統合というスローガンで正当化しようとした。

### 経済面
アルザス地方から産出される豊かな鉱物資源（鉄鉱石・石炭）は、ドイツにとってそれほど重要ではなかった。アルザスの軍事的併合はプロイセンによるドイツ統一の大義名分である「ドイツ民族の統合」が一番の目的であった。
しかし、対照的にフランスはアルザスの喪失で人口を約160万人近く失い、鉄鉱石産出量の20%を喪失した。

## 影響
アルザスの喪失は戦争後40年間のフランスの対独行動を決定付けた。フランスはアルザスを「失われた州」として固執し、第一次世界大戦への参加もアルザス奪還が大きな原動力になっていた。そのためにオットー・フォン・ビスマルクはフランスを孤立化させる政策を行い、フランスの復讐を封じ込めた（ビスマルク体制）。しかし1890年にビスマルクが辞職するとビスマルク体制は崩壊し、列強間は対立を激化させて行くこととなり、第一次世界大戦を招く結果となった。
1919年のヴェルサイユ条約の締結によって一旦アルザスはフランス領に復帰する。

## 資料
- Hawthorne, Richard (Jan, 1950). "The Franco-German Boundary of 1871", World Politics, pp. 209-250.
- Eckhardt, C.C. (May, 1918). "The Alsace-Lorraine Question", The Scientific Monthly, Vol. 6, No. 5, pp. 431-443.

## 引用
1. ↑  Hawthorne, 217
2. ↑  Hawthorne, 248